# Villa rustica de la Cărbunari
Villa rustica este situată pe teritoriul localității Cărbunari din județul Caraș-Severin, la 5 km sud-est de sat, pe malul stâng al pârâului Boiște, în punctul numit Boiște și/sau Poiana Boiștii și/sau Poiana Boiște.

## Legături exerne
- Roman castra from Romania (includes villae rusticae) - Google Maps / Earth Arhivat în 5 decembrie 2012, la Archive.is